# Окаидзуми, Сигэру
Сигэру Окаидзуми (яп. 岡泉 茂; род. 21 апреля 1968, Сайтама) — японский дзюдоист, чемпион и призёр чемпионатов Японии, чемпион Азиатских игр, бронзовый призёр чемпионата мира.

## Карьера
Выступал в полутяжёлой весовой категории (до 95 кг). Чемпион (1995) и бронзовый призёр (1996) чемпионатов Японии. В 1994 году стал победителем престижного международного турнира памяти Дзигоро Кано в Токио. В том же году поднялся на высшую ступень пьедестала Азиатских игр в Хиросиме. На следующий год взял бронзу чемпионата мира в Тибе.